# Оскар (кинопремия, 2009)
81-я церемония вручения наград премии «Оскар» за 2008 год. Номинанты были объявлены 22 января 2009 года президентом Американской киноакадемии Сидом Ганисом и лауреатом премии «Оскар» Форестом Уитакером в ходе специальной вечеринки, прошедшей в штаб-квартире Киноакадемии.
Имена лауреатов были объявлены в ходе торжественной церемонии 22 февраля 2009 года в театре «Кодак» в Голливуде. В качестве её ведущего впервые выступил австралийский актёр Хью Джекман.
Фильм  «Миллионер из трущоб» режиссёра Дэнни Бойла получил 8 премий «Оскар», хотя кинокартина «Загадочная история Бенджамина Баттона» была лидером по количеству номинаций (у неё их было 13 против 10 у «Миллионера из трущоб»).

## Список лауреатов и номинантов
Количество наград/номинаций:
- 8/10: «Миллионер из трущоб»;
- 3/13: «Загадочная история Бенджамина Баттона»;
- 2/8: «Тёмный рыцарь» / «Харви Милк»;
- 1/6: «ВАЛЛ-И»;
- 1/5: «Чтец»;
- 1/2: «Герцогиня»;
- 1/1: «Вики Кристина Барселона» / «Ушедшие» / «Человек на канате» / «Страна игрушек» / «Улыбайся, Пинки» / «Дом из маленьких кубиков»;
- 0/5: «Сомнение» / «Фрост против Никсона»;
- 0/3: «Подмена» / «Дорога перемен»;
- 0/2: «Замёрзшая река» / «Железный человек» / «Особо опасен» / «Рестлер».

 Победители выделены отдельным цветом. 

### Основные категории
| Категории | Лауреаты и номинанты                                                                                | Лауреаты и номинанты                                              |                                   |
| --- | --------------------------------------------------------------------------------------------------- | ----------------------------------------------------------------- | --------------------------------- |
| Лучший фильм Награду вручал Стивен Спилберг                                                                                    | ★ Миллионер из трущоб (продюсер: Кристиан Колсон)                                                   | ★ Миллионер из трущоб (продюсер: Кристиан Колсон)                 |                                   |
| Лучший фильм Награду вручал Стивен Спилберг                                                                                    | • Загадочная история Бенджамина Баттона (продюсеры: Кэтлин Кеннеди, Фрэнк Маршалл и Сиан Чаффин)    |                                                                   |                                   |
| Лучший фильм Награду вручал Стивен Спилберг                                                                                    | • Фрост против Никсона (продюсеры: Брайан Грейзер, Рон Ховард и Эрик Феллнер)                       |                                                                   |                                   |
| Лучший фильм Награду вручал Стивен Спилберг                                                                                    | • Харви Милк (продюсеры: Дэн Джинкс и Брюс Коэн)                                                    |                                                                   |                                   |
| Лучший фильм Награду вручал Стивен Спилберг                                                                                    | • Чтец (продюсеры: Энтони Мингелла, Сидни Поллак (оба посмертно), Донна Джильотти и Редмонд Моррис) |                                                                   |                                   |
| Лучшая режиссёрская работа Награду вручала Риз Уизерспун                                                                       | | ★ Дэнни Бойл — «Миллионер из трущоб»                              |                                   |
| Лучшая режиссёрская работа Награду вручала Риз Уизерспун                                                                       | • Дэвид Финчер — «Загадочная история Бенджамина Баттона»                                            |                                                                   |                                   |
| Лучшая режиссёрская работа Награду вручала Риз Уизерспун                                                                       | • Рон Ховард — «Фрост против Никсона»                                                               |                                                                   |                                   |
| Лучшая режиссёрская работа Награду вручала Риз Уизерспун                                                                       | • Гас Ван Сент — «Харви Милк»                                                                       |                                                                   |                                   |
| Лучшая режиссёрская работа Награду вручала Риз Уизерспун                                                                       | • Стивен Долдри — «Чтец»                                                                            |                                                                   |                                   |
| Лучшая мужская роль Награду вручали Майкл Дуглас, Эдриен Броуди, Роберт Де Ниро, Энтони Хопкинс и Бен Кингсли                  | | ★ Шон Пенн — «Харви Милк» (за роль Харви Милка)                   |                                   |
| Лучшая мужская роль Награду вручали Майкл Дуглас, Эдриен Броуди, Роберт Де Ниро, Энтони Хопкинс и Бен Кингсли                  | • Брэд Питт — «Загадочная история Бенджамина Баттона» (за роль Бенджамина Баттона)                  |                                                                   |                                   |
| Лучшая мужская роль Награду вручали Майкл Дуглас, Эдриен Броуди, Роберт Де Ниро, Энтони Хопкинс и Бен Кингсли                  | • Микки Рурк — «Рестлер» (за роль Рэнди «Барана» Робинсона)                                         |                                                                   |                                   |
| Лучшая мужская роль Награду вручали Майкл Дуглас, Эдриен Броуди, Роберт Де Ниро, Энтони Хопкинс и Бен Кингсли                  | • Фрэнк Ланджелла — «Фрост против Никсона» (за роль Ричарда Никсона)                                |                                                                   |                                   |
| Лучшая мужская роль Награду вручали Майкл Дуглас, Эдриен Броуди, Роберт Де Ниро, Энтони Хопкинс и Бен Кингсли                  | • Ричард Дженкинс — «Посетитель» (за роль Уолтера Вэйла)                                            |                                                                   |                                   |
| Лучшая женская роль Награду вручали Марион Котийяр, Холли Берри, Николь Кидман, Софи Лорен и Ширли Маклейн                     | | ★ Кейт Уинслет — «Чтец» (за роль Ханны Шмиц)                      |                                   |
| Лучшая женская роль Награду вручали Марион Котийяр, Холли Берри, Николь Кидман, Софи Лорен и Ширли Маклейн                     | • Мерил Стрип — «Сомнение» (за роль сестры Элоизы Бовье)                                            |                                                                   |                                   |
| Лучшая женская роль Награду вручали Марион Котийяр, Холли Берри, Николь Кидман, Софи Лорен и Ширли Маклейн                     | • Анджелина Джоли — «Подмена» (за роль Кристин Коллинз)                                             |                                                                   |                                   |
| Лучшая женская роль Награду вручали Марион Котийяр, Холли Берри, Николь Кидман, Софи Лорен и Ширли Маклейн                     | • Энн Хэтэуэй — «Рэйчел выходит замуж» (за роль Ким)                                                |                                                                   |                                   |
| Лучшая женская роль Награду вручали Марион Котийяр, Холли Берри, Николь Кидман, Софи Лорен и Ширли Маклейн                     | • Мелисса Лео — «Замёрзшая река» (за роль Рэй Эдди)                                                 |                                                                   |                                   |
| Лучшая мужская роль второго плана Награду вручали Алан Аркин, Кьюба Гудинг-младший, Джоэл Грей, Кевин Клайн и Кристофер Уокен  | | ★ Хит Леджер (посмертно) — «Тёмный рыцарь» (за роль Джокера)      |                                   |
| Лучшая мужская роль второго плана Награду вручали Алан Аркин, Кьюба Гудинг-младший, Джоэл Грей, Кевин Клайн и Кристофер Уокен  | • Джош Бролин — «Харви Милк» (за роль Дэна Уайта)                                                   |                                                                   |                                   |
| Лучшая мужская роль второго плана Награду вручали Алан Аркин, Кьюба Гудинг-младший, Джоэл Грей, Кевин Клайн и Кристофер Уокен  | • Роберт Дауни-младший — «Солдаты неудачи» (за роль Кирка Лазеруса)                                 |                                                                   |                                   |
| Лучшая мужская роль второго плана Награду вручали Алан Аркин, Кьюба Гудинг-младший, Джоэл Грей, Кевин Клайн и Кристофер Уокен  | • Филип Сеймур Хоффман — «Сомнение» (за роль отца Брендана Флинна)                                  |                                                                   |                                   |
| Лучшая мужская роль второго плана Награду вручали Алан Аркин, Кьюба Гудинг-младший, Джоэл Грей, Кевин Клайн и Кристофер Уокен  | • Майкл Шеннон — «Дорога перемен» (за роль Джона Гивингса)                                          |                                                                   |                                   |
| Лучшая женская роль второго плана Награду вручали Тильда Суинтон, Вупи Голдберг, Голди Хоун, Анжелика Хьюстон и Эва Мари Сейнт | | ★ Пенелопа Крус — «Вики Кристина Барселона» (за роль Марии Елены) |                                   |
| Лучшая женская роль второго плана Награду вручали Тильда Суинтон, Вупи Голдберг, Голди Хоун, Анжелика Хьюстон и Эва Мари Сейнт | • Эми Адамс — «Сомнение» (за роль сестры Джеймс)                                                    |                                                                   |                                   |
| Лучшая женская роль второго плана Награду вручали Тильда Суинтон, Вупи Голдберг, Голди Хоун, Анжелика Хьюстон и Эва Мари Сейнт | • Виола Дэвис — «Сомнение» (за роль миссис Миллер)                                                  |                                                                   |                                   |
| Лучшая женская роль второго плана Награду вручали Тильда Суинтон, Вупи Голдберг, Голди Хоун, Анжелика Хьюстон и Эва Мари Сейнт | • Тараджи Хенсон — «Загадочная история Бенджамина Баттона» (за роль Куини)                          |                                                                   |                                   |
| Лучшая женская роль второго плана Награду вручали Тильда Суинтон, Вупи Голдберг, Голди Хоун, Анжелика Хьюстон и Эва Мари Сейнт | • Мариса Томей — «Рестлер» (за роль Пэм / Кэссиди)                                                  |                                                                   |                                   |
| Лучший оригинальный сценарий Награду вручала Тина Фей                                                                          | | ★ «Харви Милк» — Дастин Лэнс Блэк                                 | ★ «Харви Милк» — Дастин Лэнс Блэк |
| Лучший оригинальный сценарий Награду вручала Тина Фей                                                                          | • «ВАЛЛ-И» — Эндрю Стэнтон, Джим Рирдон и Пит Доктер                                                |                                                                   |                                   |
| Лучший оригинальный сценарий Награду вручала Тина Фей                                                                          | • «Беззаботная» — Майк Ли                                                                           |                                                                   |                                   |
| Лучший оригинальный сценарий Награду вручала Тина Фей                                                                          | • «Замёрзшая река» — Кортни Хант                                                                    |                                                                   |                                   |
| Лучший оригинальный сценарий Награду вручала Тина Фей                                                                          | • «Залечь на дно в Брюгге» — Мартин Макдонах                                                        |                                                                   |                                   |
| Лучший адаптированный сценарий Награду вручал Стив Мартин                                                                      | ★ «Миллионер из трущоб» — Саймон Бофой                                                              | ★ «Миллионер из трущоб» — Саймон Бофой                            |                                   |
| Лучший адаптированный сценарий Награду вручал Стив Мартин                                                                      | • «Загадочная история Бенджамина Баттона» — Эрик Рот и Робин Свайкорд                               |                                                                   |                                   |
| Лучший адаптированный сценарий Награду вручал Стив Мартин                                                                      | • «Фрост против Никсона» — Питер Морган                                                             |                                                                   |                                   |
| Лучший адаптированный сценарий Награду вручал Стив Мартин                                                                      | • «Чтец» — Дэвид Хэа                                                                                |                                                                   |                                   |
| Лучший адаптированный сценарий Награду вручал Стив Мартин                                                                      | • «Сомнение» — Джон Патрик Шэнли                                                                    |                                                                   |                                   |
| Лучший фильм на иностранном языке Награду вручала Фрида Пинто                                                                  | ★ Ушедшие / おくりびと (Okuribito) (Япония), реж. Ёдзиро Такита                                     | ★ Ушедшие / おくりびと (Okuribito) (Япония), реж. Ёдзиро Такита   |                                   |
| Лучший фильм на иностранном языке Награду вручала Фрида Пинто                                                                  | • Комплекс Баадера — Майнхоф / Der Baader Meinhof Komplex (Германия), реж. Ули Эдел                 |                                                                   |                                   |
| Лучший фильм на иностранном языке Награду вручала Фрида Пинто                                                                  | • Класс / Entre les murs (Франция), реж. Лоран Канте                                                |                                                                   |                                   |
| Лучший фильм на иностранном языке Награду вручала Фрида Пинто                                                                  | • Реванш / Revanche (Австрия), реж. Гётц Шпильманн                                                  |                                                                   |                                   |
| Лучший фильм на иностранном языке Награду вручала Фрида Пинто                                                                  | • Вальс с Баширом / ואלס עם באשיר (Vals Im Bashir) (Израиль), реж. Ари Фольман                      |                                                                   |                                   |
| Лучший анимационный полнометражный фильм Награду вручал Джек Блэк                                                              | ★ ВАЛЛ-И (Эндрю Стэнтон)                                                                            | ★ ВАЛЛ-И (Эндрю Стэнтон)                                          |                                   |
| Лучший анимационный полнометражный фильм Награду вручал Джек Блэк                                                              | • Вольт (Крис Уильямс и Байрон Ховард)                                                              |                                                                   |                                   |
| Лучший анимационный полнометражный фильм Награду вручал Джек Блэк                                                              | • Кунг-Фу Панда (Джон Стивенсон и Марк Осборн)                                                      |                                                                   |                                   |

### Другие категории
| Категории                                                                    | Лауреаты и номинанты                                                                                | Лауреаты и номинанты                                                                         |
| ---------------------------------------------------------------------------- | --------------------------------------------------------------------------------------------------- | -------------------------------------------------------------------------------------------- |
| Лучшая музыка к фильму Награду вручала Алиша Киз                             | | ★ «Миллионер из трущоб» — А. Р. Рахман                                                       |
| Лучшая музыка к фильму Награду вручала Алиша Киз                             | • «Загадочная история Бенджамина Баттона» — Александр Деспла                                        |                                                                                              |
| Лучшая музыка к фильму Награду вручала Алиша Киз                             | • «Вызов» — Джеймс Ньютон Ховард                                                                    |                                                                                              |
| Лучшая музыка к фильму Награду вручала Алиша Киз                             | • «Харви Милк» — Дэнни Эльфман                                                                      |                                                                                              |
| Лучшая музыка к фильму Награду вручала Алиша Киз                             | • «ВАЛЛ-И» — Томас Ньюман                                                                           |                                                                                              |
| Лучшая песня к фильму Награду вручал Зак Эфрон                               | ★ Jai Ho — «Миллионер из трущоб» — А. Р. Рахман (музыка), Гулзар (слова)                            | ★ Jai Ho — «Миллионер из трущоб» — А. Р. Рахман (музыка), Гулзар (слова)                     |
| Лучшая песня к фильму Награду вручал Зак Эфрон                               | • Down to Earth — «ВАЛЛ-И» — Питер Гэбриэл и Томас Ньюман (музыка), Питер Гэбриэл (слова)           |                                                                                              |
| Лучшая песня к фильму Награду вручал Зак Эфрон                               | • O Saya — «Миллионер из трущоб» — А. Р. Рахман, Майя Арулпрагасам (музыка и слова)                 |                                                                                              |
| Лучший монтаж Награду вручал Уилл Смит                                       | ★ «Миллионер из трущоб» — Крис Диккенс                                                              | ★ «Миллионер из трущоб» — Крис Диккенс                                                       |
| Лучший монтаж Награду вручал Уилл Смит                                       | • «Загадочная история Бенджамина Баттона» — Кирк Бакстер и Энгус Уолл                               |                                                                                              |
| Лучший монтаж Награду вручал Уилл Смит                                       | • «Тёмный рыцарь» — Ли Смит                                                                         |                                                                                              |
| Лучший монтаж Награду вручал Уилл Смит                                       | • «Фрост против Никсона» — Майк Хилл и Дэниэл П. Хэнли                                              |                                                                                              |
| Лучший монтаж Награду вручал Уилл Смит                                       | • «Харви Милк» — Эллиот Грэхем                                                                      |                                                                                              |
| Лучшая операторская работа Награду вручала Натали Портман                    | ★ «Миллионер из трущоб» — Энтони Дод Мэнтл                                                          | ★ «Миллионер из трущоб» — Энтони Дод Мэнтл                                                   |
| Лучшая операторская работа Награду вручала Натали Портман                    | • «Подмена» — Том Стерн                                                                             |                                                                                              |
| Лучшая операторская работа Награду вручала Натали Портман                    | • «Загадочная история Бенджамина Баттона» — Клаудио Миранда                                         |                                                                                              |
| Лучшая операторская работа Награду вручала Натали Портман                    | • «Тёмный рыцарь» — Уолли Пфистер                                                                   |                                                                                              |
| Лучшая операторская работа Награду вручала Натали Портман                    | • «Чтец» — Крис Менгес, Роджер Дикинс                                                               |                                                                                              |
| Лучшая работа художника-постановщика Награду вручал Дэниел Крэйг             | ★ «Загадочная история Бенджамина Баттона» — Дональд Грэм Бёрт, Виктор Дж. Золфо                     | ★ «Загадочная история Бенджамина Баттона» — Дональд Грэм Бёрт, Виктор Дж. Золфо              |
| Лучшая работа художника-постановщика Награду вручал Дэниел Крэйг             | • «Подмена» — Джеймс Дж. Мураками, Гэри Феттис                                                      |                                                                                              |
| Лучшая работа художника-постановщика Награду вручал Дэниел Крэйг             | • «Тёмный рыцарь» — Натан Кроули, Питер Ландо                                                       |                                                                                              |
| Лучшая работа художника-постановщика Награду вручал Дэниел Крэйг             | • «Герцогиня» — Майкл Карлин, Ребекка Эллуэй                                                        |                                                                                              |
| Лучшая работа художника-постановщика Награду вручал Дэниел Крэйг             | • «Дорога перемен» — Кристи Зеа, Дебра Шутт                                                         |                                                                                              |
| Лучший дизайн костюмов Награду вручала Сара Джессика Паркер                  | ★ «Герцогиня» — Майкл О’Коннор                                                                      | ★ «Герцогиня» — Майкл О’Коннор                                                               |
| Лучший дизайн костюмов Награду вручала Сара Джессика Паркер                  | • «Австралия» — Кэтрин Мартин                                                                       |                                                                                              |
| Лучший дизайн костюмов Награду вручала Сара Джессика Паркер                  | • «Загадочная история Бенджамина Баттона» — Жаклин Уэст                                             |                                                                                              |
| Лучший дизайн костюмов Награду вручала Сара Джессика Паркер                  | • «Харви Милк» — Дэнни Гликер                                                                       |                                                                                              |
| Лучший дизайн костюмов Награду вручала Сара Джессика Паркер                  | • «Дорога перемен» — Альберт Вольски                                                                |                                                                                              |
| Лучший грим Награду вручала Сара Джессика Паркер                             | ★ «Загадочная история Бенджамина Баттона» — Грег Кэнном                                             | ★ «Загадочная история Бенджамина Баттона» — Грег Кэнном                                      |
| Лучший грим Награду вручала Сара Джессика Паркер                             | • «Тёмный рыцарь» — Джон Кальоне мл. и Конор О’Салливан                                             |                                                                                              |
| Лучший грим Награду вручала Сара Джессика Паркер                             | • «Хеллбой 2: Золотая армия» — Майк Элизалд и Том Флутц                                             |                                                                                              |
| Лучший звук Награду вручал Уилл Смит                                         | ★ «Миллионер из трущоб» — Иэн Тэпп, Ричард Прайк, Ресул Покутти                                     | ★ «Миллионер из трущоб» — Иэн Тэпп, Ричард Прайк, Ресул Покутти                              |
| Лучший звук Награду вручал Уилл Смит                                         | • «Загадочная история Бенджамина Баттона» — Дэвид Паркер, Майкл Семаник, Рен Клайс, Марк Вайнгартен |                                                                                              |
| Лучший звук Награду вручал Уилл Смит                                         | • «Тёмный рыцарь» — Лора Хиршберг, Гэри Риццо, Эд Новик                                             |                                                                                              |
| Лучший звук Награду вручал Уилл Смит                                         | • «ВАЛЛ-И» — Том Майерс, Майкл Семаник, Бен Бёртт                                                   |                                                                                              |
| Лучший звук Награду вручал Уилл Смит                                         | • «Особо опасен» — Крис Дженкинс, Фрэнк Монтаньо, Петр Форейт                                       |                                                                                              |
| Лучший звуковой монтаж Награду вручал Уилл Смит                              | ★ «Тёмный рыцарь» — Ричард Кинг                                                                     | ★ «Тёмный рыцарь» — Ричард Кинг                                                              |
| Лучший звуковой монтаж Награду вручал Уилл Смит                              | • «Железный человек» — Фрэнк Элнер и Кристофер Бойс                                                 |                                                                                              |
| Лучший звуковой монтаж Награду вручал Уилл Смит                              | • «Миллионер из трущоб» — Том Сэйерс                                                                |                                                                                              |
| Лучший звуковой монтаж Награду вручал Уилл Смит                              | • «ВАЛЛ-И» — Бен Бёртт и Мэтью Вуд                                                                  |                                                                                              |
| Лучший звуковой монтаж Награду вручал Уилл Смит                              | • «Особо опасен» — Уайли Стейтмен                                                                   |                                                                                              |
| Лучшие визуальные эффекты Награду вручал Уилл Смит                           | ★ «Загадочная история Бенджамина Баттона» — Эрик Барба, Стив Приг, Бёрт Далтон, Крэйг Бэррон        | ★ «Загадочная история Бенджамина Баттона» — Эрик Барба, Стив Приг, Бёрт Далтон, Крэйг Бэррон |
| Лучшие визуальные эффекты Награду вручал Уилл Смит                           | • «Тёмный рыцарь» — Ник Дэвис, Крис Корболд, Тим Уэббер, Пол Франклин                               |                                                                                              |
| Лучшие визуальные эффекты Награду вручал Уилл Смит                           | • «Железный человек» — Джон Нелсон, Бен Сноу, Дэн Судик, Шейн Мэан                                  |                                                                                              |
| Лучший документальный полнометражный фильм Награду вручал Билл Мар           | ★ Человек на канате / Man on Wire (Джеймс Марш и Саймон Чинн)                                       | ★ Человек на канате / Man on Wire (Джеймс Марш и Саймон Чинн)                                |
| Лучший документальный полнометражный фильм Награду вручал Билл Мар           | • Предательство / The Betrayal — Nerakhoon (Эллен Курас и Тависук Фрасават)                         |                                                                                              |
| Лучший документальный полнометражный фильм Награду вручал Билл Мар           | • Встречи на краю света / Encounters at the End of the World (Вернер Херцог и Генри Кайзер)         |                                                                                              |
| Лучший документальный полнометражный фильм Награду вручал Билл Мар           | • Сад / The Garden (Скотт Хэмилтон Кеннеди)                                                         |                                                                                              |
| Лучший документальный полнометражный фильм Награду вручал Билл Мар           | • Мутная вода / Trouble the Water (Тиа Лессин и Карл Дил)                                           |                                                                                              |
| Лучший документальный короткометражный фильм Награду вручал Билл Мар         | ★ Улыбайся, Пинки                                                                                   | ★ Улыбайся, Пинки                                                                            |
| Лучший документальный короткометражный фильм Награду вручал Билл Мар         | • Совесть Нема Ена                                                                                  |                                                                                              |
| Лучший документальный короткометражный фильм Награду вручал Билл Мар         | • Последний дюйм                                                                                    |                                                                                              |
| Лучший документальный короткометражный фильм Награду вручал Билл Мар         | • Свидетель с балкона комнаты 306                                                                   |                                                                                              |
| Лучший игровой короткометражный фильм Награду вручал Джеймс Франко           | ★ Страна игрушек / Spielzeugland                                                                    | ★ Страна игрушек / Spielzeugland                                                             |
| Лучший игровой короткометражный фильм Награду вручал Джеймс Франко           | • На одной линии / Auf der Strecke                                                                  |                                                                                              |
| Лучший игровой короткометражный фильм Награду вручал Джеймс Франко           | • Манон на асфальте / Manon sur le bitume                                                           |                                                                                              |
| Лучший игровой короткометражный фильм Награду вручал Джеймс Франко           | • Новенький / New Boy                                                                               |                                                                                              |
| Лучший игровой короткометражный фильм Награду вручал Джеймс Франко           | • Поросёнок / Grisen                                                                                |                                                                                              |
| Лучший анимационный короткометражный фильм Награду вручала Дженнифер Энистон | ★ Дом из маленьких кубиков (Кунио Като)                                                             | ★ Дом из маленьких кубиков (Кунио Като)                                                      |
| Лучший анимационный короткометражный фильм Награду вручала Дженнифер Энистон | • Уборная история — любовная история (Константин Бронзит)                                           |                                                                                              |
| Лучший анимационный короткометражный фильм Награду вручала Дженнифер Энистон | • Осьминожки (Эмуд Мокбери и Тьерри Маршан)                                                         |                                                                                              |
| Лучший анимационный короткометражный фильм Награду вручала Дженнифер Энистон | • Престо (Даг Свитлэнд)                                                                             |                                                                                              |
| Лучший анимационный короткометражный фильм Награду вручала Дженнифер Энистон | • Этой стороной вверх (Алан Смит и Адам Фолкс)                                                      |                                                                                              |

### Награда имени Джина Хершолта
- Джерри Льюис.

## Рекорды церемонии
- Хит Леджер, объявленный лауреатом в номинации «Лучший актёр второго плана» за свою роль в «Тёмном рыцаре», стал вторым актёром в истории «Оскара», награждённым посмертно. Первым был другой австралийский актёр Питер Финч, ставший лауреатом «Оскара» в номинации «Лучшая мужская роль» за фильм «Телесеть».
- Роберт Дауни-младший стал первым белым актёром, номинированным на «Оскар» за исполнение роли темнокожего с 1965 года, когда Лоренс Оливье номинировался за образ в фильме «Отелло». Впрочем, он стал им только частично: в «Солдатах неудачи» он играет белого, сменившего цвет кожи для съёмок в фильме.
- Фрэнк Лангелла, которому исполнился 71 год, стал шестым в списке самых пожилых номинантов на «Оскар» в категории «Лучшая мужская роль».
- Фильм «Загадочная история Бенджамина Баттона» с тринадцатью номинациями сравнялся с другим фильмом-лидером по числу номинаций на «Оскар» за последние десять лет, «Властелин колец: Братство кольца», включая номинацию на «Лучший фильм».
- «Миллионер из трущоб» стал лидером среди фильмов неамериканского производства по числу номинаций на «Оскар» (10) за последние десять лет.
- «ВАЛЛ-И» с шестью номинациями повторил успех мультфильма—лидера по числу номинаций на «Оскар» «Красавица и Чудовище»[1].
- Даже несмотря на отсутствие номинаций в категориях «Лучший фильм» и «Лучшая режиссура», «Тёмный рыцарь» стал фильмом с самым большим количеством номинаций в истории «Оскара» (8) среди всех фильмов про супергероев.
- Для Стивена Долдри его номинация на «Оскар» за лучшую режиссуру стала третьей в его карьере, при том, что кинолента «Чтец» — третий снятый им фильм. Предыдущими были кинокартины «Билли Эллиот» и «Часы».
- Брэд Питт и Анджелина Джоли — семейная пара, которая номинировалась на «Оскар» одновременно за лучшую мужскую и за лучшую женскую роли.